# Koryfæ
Et koryfæ er en person som er foregangsperson i kraft af sit virke, sin karriere med mere og har opnået en toneangivende eller meget anset position.
Koryfaios er i det græske teater korføreren,
der ordner og leder korets bevægelser på scenen.
Når koret, ordnet i rækker, trådte frem for tilskuerne, stod han midterst i den
forreste række; ved hver side havde han en parastat, der af og til synes at have optrådt som hans hjælper.
Når koret ikke synger, men indtræder i dialog med en af dramaets
personer, er det koryfaios, der på dets vegne fører ordet.